# Counter-Strike: Global Offensive
Counter-Strike: Global Offensive (CS: GO; укр. Контрудар: Глобальний Наступ) — відеогра, шутер від першої особи, розроблена компаніями Valve і Hidden Path Entertainment; остання основна гра в серії ігор Counter-Strike. Випуск гри для персональних комп'ютерів на операційних системах Windows та macOS, також ігрових приставок Xbox 360 та PlayStation 3 відбувся 21 серпня 2012 року. Версія гри для Linux була випущена в 2014 році, а в 2016 році гра, в рамках програми зворотної сумісності, стала доступна на Xbox One. У вересні 2018 року була випущена безкоштовна версія з можливістю гри з реальними гравцями та з ботами. Пізніше, у грудні того ж року гра стала повністю безкоштовною, зосередившись на доходах від косметичних товарів. 27 вересня 2023, гру оновили і на її місце стала гра Counter Strike 2.
Після цього у CS:GO можна грати тільки з ботами за допомогою ввімкнення бета-версії в контекстному меню Counter-Strike 2 у бібліотеці Steam, або на серверах спільноти.
У грі є дві команди, терористи та спецвійська (контртерористи), одна проти одної в різних режимах гри на основі цілей. Найпоширеніші режими гри включають те, що терористи закладають бомбу, тоді як контртерористи намагаються їх деактивувати, або контртерористи намагаються врятувати заручників, захоплених терористами. Існує дев'ять офіційних режимів гри, кожен з яких має відмінні характеристики, характерні для цього режиму. У грі також є підтримка підбору партнерів, яка дозволяє гравцям грати на виділених серверах Valve, на додаток до серверів, розміщених у спільноті, із користувацькими картами та режимами гри. У грудні 2018 року був представлений режим «королівської битви», «Небезпечна зона».
Після випуску Global Offensive отримала позитивні відгуки від критиків, які похвалили гру за її ігровий процес і вірність серії Counter-Strike, хоча її критикували за деякі ранні функції та відмінності між версіями для консолі та ПК. З моменту свого випуску вона залучала приблизно 11 мільйонів гравців на місяць і залишалася однією з найпопулярніших ігор на платформі Steam від Valve.
У грі була активна кіберспортивна сцена, що продовжувала історію міжнародних змагань з попередніх ігор серії. Команди змагалися в професійних лігах та турнірах, а Global Offensive була однією із найбільших світових кіберспортивних дисциплін.

## Ігровий процес

Спецвійська в бою з терористами (один з бійців спецвійськ озброєний пістолетом-кулеметом P90)

### Основи
Загальний ігровий процес Global Offensive подібний до попередніх ігор серії Counter-Strike. Global Offensive є мультиплеєрним шутером від першої особи, де кожен гравець приєднується до команди терористів або спецвійськ (контртерористів), щоб перемогти ворожу команду. В кожній команді є по 5 бійців. Гра триває впродовж кількох раундів, які закінчуються, коли всі бійці на одній стороні мертві або виконано поставлену ціль.
На початку кожного раунду команди з'являються у себе на «базах». Бійці володіють запасом здоров'я, початковою зброєю і коштами. Навколо баз існує «зона покупок», в межах якої впродовж обмеженого часу можливо придбати додаткову зброю та спорядження. Користуючись зброєю, укриттями, знанням місцевості (карти) та командною співпрацею, гравці намагаються виконати завдання, що залежить від обраного заздалегідь режиму. Здійснюючи успішні дії, бійці отримують кошти, а після завершення раунду отримують додаткову винагороду — більшу в разі перемоги та меншу в разі поразки. В той же час кошти знімаються за вбивство товаришів по команді або заручників терористів. Гравці, чий персонаж був убитий, можуть спостерігати за боєм до кінця раунду.
В Counter-Strike: Global Offensive з'явився режим навчання. Він вчить основам ігрового процесу, як поводженню з гранатами, стрільбі через укриття чи перемиканню між зброєю.

### Режими гри
Classic competitive (укр. Змагальний) — перед початком матчу обираються 10 гравців з приблизно однаковим рівнем майстерності, що поділяються на дві команди по 5 учасників. Для перемоги потрібно або знищити команду супротивника, або виконати особливе завдання (терористам — підірвати бомбу або утримати заручників, спецвійськам — знешкодити бомбу або врятувати заручників). Гру в змагальному режимі не можна залишати до її закінчення. Гра триває доти, поки одна з команд не здобуде 16 перемог. Після 15-го раунду команди міняються місцями.
Classic casual (укр. Спрощений) — те саме, але перемагає та команда, яка першою здобуде 8 перемог. При цьому дружній вогонь (по своїх) відключений. На відміну від змагального режиму, на початку кожного раунду дається додаткова броня та саперний набір. За вбивство в спрощеному режимі дається вдвічі менше коштів, ніж у змагальному.
Deathmatch (укр. Бій насмерть) — триває 10 хвилин, мета кожної команди — набрати якомога більше очок. Очки даються за вбивство або допомогу у вбивстві супротивника. Вбивство різною зброєю дає різну кількість очок. Боєць може скористатись лікувальною ін'єкцією, яку отримує за серію з 3-х убивств впродовж власного життя. Відродження після смерті відбувається моментально у випадковому місці на карті. Після відродження можна вільно купити будь-яку зброю, крім гранат. Раз на кілька хвилин одна зброя стає бонусною і за вбивство з неї гравець отримає більше очок. Дружній вогонь відключений.
War Games (укр. Військові ігри) — низка режимів з особливими умовами, заснована на модифікаціях оригінальної Counter-Strike:
- Arms race (укр. Гонка озброєнь) — гравець повинен встигнути першим здійснити вбивство з кожного виду зброї (останньою мусить бути ніж). Щоб отримати нову зброю, потрібно вбити лідера ворожої команди або двох звичайних супротивників. При стрільбі лідер підсвічується і його видно крізь стіни та інші об'єкти. У цьому режимі дружній вогонь відключений, відродження після смерті відбувається миттєво.
- Demolition (укр. Винищення) — гравці мають знищити команду супротивника, підірвати або знешкодити бомбу. Зброя видається автоматично за вбивства в кожному раунді. Дружній вогонь відключений. Гра триває 20 раундів, після 10-го команди міняються місцями. В цьому режимі можлива нічия.
- The Flying Scoutsman (укр. Летючий розвідник) — аналогічний до спрощеного режиму, але гравці мають лише гвинтівку SSG 08 та ніж, а на картах послаблена сила тяжіння, що дозволяє надзвичайно високо й далеко стрибати.

Danger Zone (укр. Небезпечна зона) — режим, аналогічний в основі до Player Unknown's Battleground. Гравець самотужки або в команді з 2-3 учасників намагається вижити на острові, для чого повинен знищувати противників, уникати пасток і бомбардувань. Якщо учасник загине, але його напарник живий, то він може повернутися в бій заново. В битві беруть участь 16-18 бійців, які висаджуються в різних місцях. Вони мають як звичайну зброю, так і холодну на кшталт сокир, і можуть битися голіруч; володіють 120-ма одиницями здоров'я замість стандартних 100. На старті учасники мають початкову зброю і спорядження, а додаткові можуть знайти в кейсах, розкиданих по місцевості, або доставлених дронами за знайдені гроші. Місцями трапляються заручники, доставка яких в зону евакуації дає додаткові кошти, або вказівки на знищення особливих цілей. Бійці володіють планшетами, звідки отримують інформацію про обстановку та здійснюють покупки. Вбивши персонажа противника, гравець може забрати його речі. Територія поділена на шестикутники, що періодично піддаються бомбардуванню, змушуючи учасників тікати з зайнятих позицій. Кожне наступне бомбардування охоплює більшу площу, і коли вичерпується 10 хвилин, цілком накриває острів.
Retakes (укр. Перехоплення) — грають команда спецвійськ з 4-х учасників проти команди терористів з 3-х учасників. Мета спецвійськ полягає в тому, щоб захопити місце закладання бомби та знешкодити її, а терористів — завадити цьому. На початку кожного раунду гравцям пропонується обрати спорядження з-поміж кількох варіантів. Якщо боєць гине, він втрачає спорядження, якщо ж виживає, воно покращується. Перемагає команда, що виграла 8 раундів з 15.
Крім того щотижня пропонуються змагання: «Другий пілот» (закладання/знешкодження бомби в командах 2 на 2), «Експерт зі зброї» (придбана на початку раунду зброя стає недоступна в наступних раундах до кінця матчу) та «Військові ігри» (матчі з унікальними умовами, але по їх завершенню учасники голосують за наступні умови). Періодично відбуваються тематичні змагання, за участь і перемоги в яких учасники винагороджуються віртуальними пам'ятними значками чи оформленням зброї, спорядження й додатковими моделями бійців.

### Зброя і спорядження
Пістолети: Glock-18*, P250, Five-SeveN**, Desert Eagle, Beretta (парні), Tec-9*, CZ75 Auto, R8 Revolver, P2000**, USP-S**,
Важка зброя:
- Дробовики: Nova[en], XM1014, обріз*, MAG-7[en]**

- Кулемети: M249, Negev

Пістолети-кулемети: MAC-10*, MP7, MP5-SD, UMP-45, PP-Bizon, P90, MP9**
Гвинтівки: AWP, Galil AR*, AK-47*, SSG 08, SG 553*, G3SG1*, FAMAS**, M4A4**, M4A1-S**,, AUG**, SCAR-20**
Гранати: Коктейль Молотова*, Запалювальна**, Граната-примана, Осколкова, Світло-шумова, Димова
Амуніція: Бронежилет, Бронежилет і шолом, Електрошокер Zeus x27, Вибухівка C4*, Кусачки (саперний набір)**, Штурмовий щит (у сценарії з порятунком заручників)**, Штурмовий щит ("Небезпечна зона")*.
* — доступно тільки терористам
** — доступно тільки спецвійськам
Для зброї можливо придбати скіни та стікери, що змінюють її вигляд, але не впливають на ігровий процес. Існують різні шляхи придбання: випадковим чином після матчів на офіційних серверах, придбанням за реальні гроші футлярів і капсул з випадковим (у певному діапазоні) вмістом та ключів до них, торгівлею з іншими гравцями чи як винагорода за участь і перемоги в змаганнях. Окремо купуються бирки, що дозволяють перейменувати зброю на свій розсуд, та лічильники убивств.

### Фракції
Моделі бійців відображають вигляд та форму вигаданих фракцій спецвійськ і терористів. Належність до фракції визначається тематикою оформлення карти, а в фракції є кілька моделей бійців.
Терористи: Anarchist (США), Midwest Militia (США), Balkan (Південно-східна Європа), Elite Crew (Середній Схід), Phoenix Connexion (Східна Європа), Pirate (Сомалі), Professional (США), Separatist (Західна Європа);
Спецвійська: FBI (США), SEAL Team 6 (США), SWAT (США), GIGN (Франція), GSG-9 (Німеччина), IDF (Ізраїль), SAS (Велика Британія), Kidotai (Японія), Spetsnaz (Росія).
У нагороду за участь в деяких заходах гравці отримують особливі моделі бійців додаткових фракцій. Їх потім можна використовувати на будь-якій карті, незалежно від її тематики.

## Історія розробки

### До випуску
Перша новина про розробку гри з'явилася разом з офіційним анонсом 12 серпня 2011 року. Чутки про те, що компанія Valve, відповідальна за серію ігор Counter-Strike, розроблює нову частину гри (останньою на той момент основної ігрової серії, не рахуючи окремої версії, спрямованої на азійську аудиторію, була Counter-Strike: Source 2004 року) розповсюдилися кількома днями раніше. В анонсі гри повідомлялося про те, що розробники обіцяють зберегти основи ігрового процесу «класичної» Counter-Strike версії 1.6, а також додати нові карти для багатокористувацьких битв (серед яких будуть перероблені старі карти з поліпшеною графікою), моделі бійців і зброї. В числі інших удосконалень очікувались онлайнові таблиці рекордів і система автоматичного підбору суперників. Говорилось про те, що гра вийде на початку 2012 року, а в 2011 році вона буде продемонстрована на виставках PAX Prime і Eurogamer Expo. Гра розроблювалась для персонального комп'ютера з операційними системами Microsoft Windows і Mac OS X, і для ігрових консолей PlayStation 3 і Xbox 360 (там вона вийшла в онлайнових сервісах PlayStation Network і Xbox Live відповідно).
Деякі сайти припустили, що Counter-Strike: Global Offensive буде базуватися на останній версії ігрового рушія Source, власної розробки Valve, на якій побудовані всі останні ігри студії; але в офіційному анонсі не було ніяких уточнень, які б торкалися технологічної частини. Декілька великих сайтів опублікували «трейлер гри», якій насправді був перемонтованим любителем (зокрема, змінений надпис в кінці ролика) трейлером Counter-Strike Online.
Приблизно одночасно з першими новинами-анонсами гри з'явилися відомості про те, що розробники компанії Valve запросили найкращих кіберспортсменів, які грають в Counter-Strike для тестування нової частини; один з тестерів описав свої враження від знайомства з робочою версією Global Offensive в невеликому прев'ю, в якому він повідомляв про те, що «проект розроблений на оновленому рушієві Source», підтвердив дані про нові види зброї і про те, що в грі будуть поліпшені і перероблені версії старих карт («карти виглядали неймовірно, скіни гравців і анімація чудесні, а моделі зброї надзвичайно красиві»); за словами тестера гра являла собою робочу версію, але «виглядає краще, ніж якась-там pre-beta».
15 серпня 2011 з'явилися наступні новини щодо гри: стало відомо, що студія Hidden Path Entertainment, яка співпрацює з Valve, має намір і після виходу Global Offensive займатися оновленнями для Counter-Strike: Source (паралельно з оновленнями Global Offensive), додалися подробиці про деякі деталі ігрового процесу (так, як повністю перероблена грошова система, нові вибухонебезпечні предмети — коктейль Молотова і граната-приманка, яка імітує збройні постріли, збиваючи противника з пантелику).
20 серпня 2011 і кількома днями пізніше стали з'являтися новини про те, що розробники мають намір зробити багатокористувацький режим кросплатформним, але така сумісність буде тільки з Windows-версією, Mac-версією і версією для PlayStation 3; тобто, власники гри, які грають на приставці, і гравці, які грають на персональних комп'ютерах, отримають можливість вести бій разом на однакових серверах. «Ми більше не хочемо ділити ігрову індустрію на відокремлені один від одного острови» — так прокоментував заяву про підтримку кросплатформеної гри Ґейб Ньюел, засновник компанії Valve. Також було заявлено, що версія гри для PlayStation 3 буде в повній мірі підтримувати управління з клавіатури і миші (які можливо підключити до консолі за допомогою передбачених портів USB). Доступне стандартне управління з контролера приставки і управління з контролера PlayStation Move.
Ґейб Ньюел також виступив з критикою Microsoft, відмітивши надзвичайну закритість програмної платформи, яка не дозволяє реалізувати багато мережевих функцій, в тому числі спільну гру з іншими платформами (саме через цю причину спільна гра з гравцями Xbox 360 не може бути реалізована).
26 серпня 2011 вийшов перший офіційний трейлер гри, в якому були продемонстровані графіка (використання останньої на момент розробки гри версії рушія Source), ігровий процес (включаючи нове меню покупки зброї), карти і озброєння. 6 вересня 2011 стало відомо, що Counter-Strike: Global Offensive буде представлена на ігровій виставці «ИгроМир 2011». На виставці була вперше в світі показана ПК-версія гри.
19 вересня 2011 стало відомо, що в новій грі буде доступний так званий «казуальний режим». Новачки зможуть грати індивідуально; гра для них буде більш простою, а зброю не потрібно буде купувати. 22 вересня 2011 компанія Valve заявила про те, що в числі багатокористувацьких режимів будуть режими Arsenal: Demolition і Arsenal: Arms Race. Ці режими вперше були представлені в любительському моді Gun Game для Counter-Strike: Source; розробникам гри вони сподобалися, тому було прийнято рішення запросити авторів моду до роботи над новою частиною. 1 жовтня 2011 року один із розробників Valve заявив, що комп'ютерна версія гри не буде відрізнятися від консольної.
На початку листопаду представники Valve заявили, що відкрите бета-тестування гри, яке планувалося почати в жовтні, відкладається у зв'язку з бажання авторів попрацювати над грою перед тим, як виводити її на публіку. 19 листопада 2011 року компанія Valve заявила, що закрите бета-тестування почнеться 30 листопада. 4 червня 2012 року Valve на виставці E3 оголосила дату виходу Counter-Strike: Global Offensive, яка призначена на 21 серпня 2012 року і ціну, для всіх платформ, яка складає 14,99$. 8 серпня 2012 року стало доступне попереднє замовлення гри на цифровій платформі Steam. Також було оголошено, що відкрите бета-тестування стартує 14 серпня, але воно буде доступне лише для тих, хто скористався передзамовленням гри, тобто купили її до офіційного релізу.
15 серпня 2012 року Valve в своєму блозі опубліковували повну статистику бета-тесту починаючи з 1 грудня 2011 року і до 15 серпня 2012. 16 серпня 2012 року стало відомо, що всі, хто передзамовили Counter-Strike: Global Offensive, в подарунок отримають предмет із Team Fortress 2. Цей предмет — зброя для снайпера, зроблена у вигляді AWP. AWPer Hand вищої проби вже отримали всі, хто передзамовив CS: GO в Steam до 21 серпня.
21 серпня 2012 року (в 20:00 по Києву) відбувся реліз гри в Steam. В це же день вийшло і перше оновлення.

### Підтримка гри після випуску
Після виходу гра регулярно оновлюється, в ході чого виправляються помилки, вдосконалюється ігровий баланс, додаються нові можливості, карти, зброя. 25 жовтня 2012 вийшло оновлення, що додало GOTV — сервіс перегляду матчів інших гравців. У середині серпня 2013 року вийшло оновлення «Arms Deal», що додало до гри можливість змінювати скіни зброї. 23 січня 2013 у грі став доступний новий режим — «Бій насмерть», а також було розширено арсенал та вартість зброї. З 7 лютого гравцям стало можливо створювати і публікувати власні карти завдяки сервісу Steam Workshop. 14 серпня перелік скінів значно розширився, було впроваджено зброю з глушниками, гравцям пропонувалося вести облік убивств з допомогою унікальної зброї з модулями StatTrak. З 18 грудня стало можливим відправляти співпартійцям і глядачам подарунки. 5 лютого 2014 розробники впровадили декоративні стікери. 10 жовтня в Counter-Strike: Global Offensive з'явилися набори музики, що додають композиції, спеціально створені для цієї гри різними виконавцями. 6 жовтня 2016 гра розширилася можливістю наносити на картах графіті. З 23 травня 2017 було впроваджено додаткові «Операції „Гідри“». 14 вересня 2017 Counter-Strike: Global Offensive стала доступною в Китаї.
1 вересня 2018 року було видано безкоштовну обмежену версію Counter-Strike: Global Offensive для Windows, Mac і Linux у Steam. Ця версія дозволяла грати з ботами і спостерігати за матчами інших гравців.
7 грудня 2018 року відбувся реліз режиму «Danger Zone». Разом з цим Counter-Strike: Global Offensive стала безкоштовною, проте з'явився платний прайм-статус, який надає ексклюзивні сувеніри, скіни тощо. Всі, хто купив Global Offensive до цього часу, отримали прайм-статус безкоштовно.
Значне розширення режиму «Danger Zone» відбулося 1 травня 2019 року. Було додано нову карту, можливість відродження за умови, що напарник учасника ще живий, та додаткове спорядження. Гравці отримали змогу обирати стартове спорядження та подавати напарникам сигнали. Напарники з цим оновленням отримали синю форму замість стандартної помаранчевої.
Для гравців у Франції 30 вересня 2019 року було впроваджено одноразовий «рентген», який дозволяє дізнаватись вміст футлярів перед їх придбанням. В режимі «Deathmatch» з 7 жовтня 2019 року було впроваджено лікувальні шприци.
У листопаді 2019 року було запроваджено додаткові моделі бійців, що вперше видавалися за участь в операції «Розірвана мережа». Це стала перша операція, для якої був платний «бойовий пропуск».

### Завершення підтримки
Подальший розвиток принципів Counter-Strike: Global Offensive відбуватиметься в межах оновлення під назвою Counter-Strike 2. Анонсоване 22 березня 2023 року, воно було спершу заплановане до входу влітку 2023. Надає удосконалені текстури, освітлення, поведінку диму, вогню та рідин, інтерфейс, деталізованіші мапи та відсутність затримок у врахуванні події, що забезпечується рушієм Source 2.
Після виходу Counter-Strike 2, в Counter-Strike: Global Offensive стало можливо грати тільки через ввімкнення її бета-версії в Steam. Ця демонстраційна версія дозволяє грати лише з ботами.

## Оцінки й відгуки
| Агрегатор    | Оцінка                                 |
| ------------ | -------------------------------------- |
| GameRankings | 82,35 % (PC) 79 % (X360) 78.63 % (PS3) |
| Metacritic   | 83/100 (PC) 79/100 (X360) 80/100 (PS3) |

| Видання                                  | Оцінка      |
| ---------------------------------------- | ----------- |
| Destructoid                              | 9.5/10 (PC) |
| Eurogamer                                | 9/10 (PC)   |
| G4                                       | 4/5 (PC)    |
| GameSpy                                  | (PC)        |
| IGN                                      | 8/10 (PC)   |
| Official Xbox Magazine (Велика Британія) | 8/10 (XBLA) |
| PC Gamer (США)                           | 84/100 (PC) |

Counter-Strike: Global Offensive здобула переважно схвальні відгуки від критиків. Агрегатор Metacritic зібрав для ПК-версії середню оцінку в 83 бали зі 100, засновану на 38-и оглядах.
Еван Лахті з PC Gamer зауважив, що більшість нових офіційних карт для гри в Global Offensive створені для режимів «Arms Race» чи «Demolition»; в той час як класичні карти були лише «розумно доповнені» невеликими деталями.
Майк Шаркі з GameSpy зазначив, що гра пропонує дуже мало щодо нового вмісту; і що рейтингова система Elo виглядає неефективною, «з такою кількістю нових гравців різних рівнів, котрі увійшли [до гри] вперше на цьому тижні».
Destructoid дав грі дуже позитивні відгуки, оцінивши її в 9.5/10, зі словами, що вона «надає обіцяну чесну, блискучу, яка чудово виглядає Counter-Strike для тих, хто бажає її».
Влітку 2018 року, завдяки вразливості у захисті Steam Web API, стало відомо, що точна кількість користувачів Steam, які грали в гру хоча б один раз, становить 46 305 966 осіб.

## CS: GO і кіберспорт

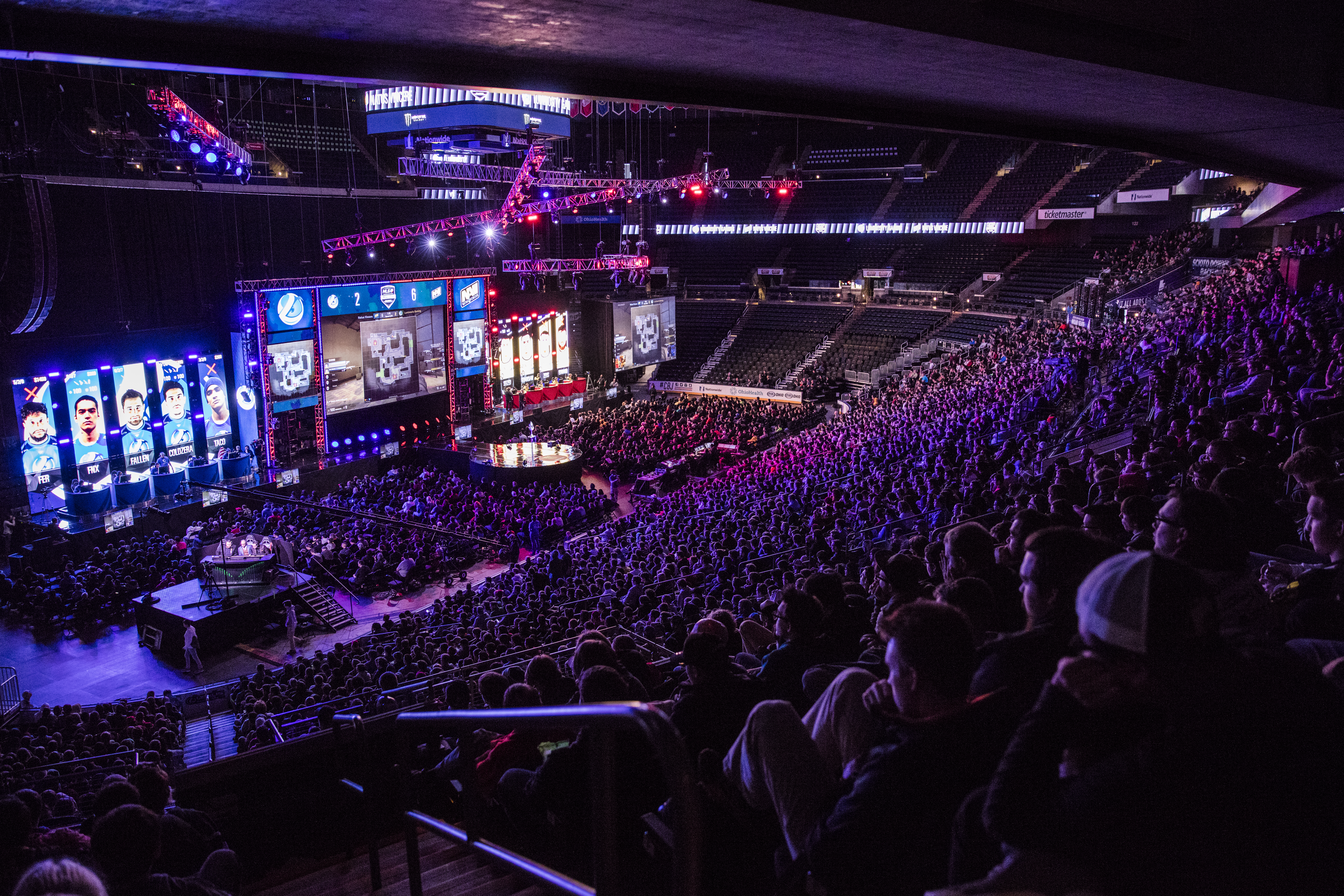
Змагання з CS: GO на турнірі MLG Columbus (2016)

Counter-Strike: Global Offensive є однією з найпопулярніших кіберспортивних дисциплін, з якої регулярно відбуваються змагання різного рівня. Змагання поділяються на два головних різновиди: ліги та турніри. В лігах команди гравців і окремі гравці змагаються онлайн впродовж кількох тижнів чи місяців, часто змагання відбувається серед учасників з одного регіону. Серед них можуть виділятися дивізіони, де до кожного дивізіону належать гравці приблизно однакового рівня майстерності. Турніри ж короткочасні та тривають кілька раундів або турів. У першому випадку учасники намагаються перемогти в більшій кількості раундів, не вибуваючи з гри. У другому за підсумками туру програлі команди чи окремі гравці відсіюються, поки не зійдуться двоє найсильніших і з їх змагання не визначиться переможець.
На найбільших змаганнях, спонсорованих Valve, учасники борються за грошові нагороди, котрі сягають до $1 млн. Вони об'єднуються назвою CS: GO Majors (Counter-Strike: Global Offensive Major Championships), та відбуваються в різних країнах, збираючи тисячі глядачів.

## CS: GO і азартні ігри
У квітні 2016 року компанія Bloomberg опублікувала матеріали, в яких описувала використання платних скінів зброї в Counter-Strike: Global Offensive як ставок в азартних іграх в Інтернеті. За її оцінками скіни, ціна яких становить часом десятки і сотні доларів, принесли Valve 2,3 мільярда доларів тільки в 2015 році.
У червні 2016 року на Valve було подано позов до суду Майклом Джоном Маклеодом, жителем Коннектикута. Позиція позивача полягала в тому, що Valve і ряд вебсайтів «навмисне допускали, підтримували і/або спонсорували нелегальний гральний бізнес, дозволяючи мільйонам американців прив'язувати свої облікові записи Steam до сторонніх вебсайтів». Через ці сайти користувачі могли обмінювати отримані в Counter-Strike: Global Offensive скіни на реальні гроші, використовуючи їх як ставки. Valve таким чином можуть отримувати безпосередню вигоду від таких транзакцій. До того ж сайти допускають ставки неповнолітніх, не вимагаючи вказання віку.
Під час літніх розпродажів у Steam Counter-Strike: Global Offensive було заборонено купувати як подарунок для інших гравців. У Valve такий хід пояснили прагненням збільшити аудиторію, проте на думку самих геймерів підставою заборони стала боротьба з перекупниками, які продають ключі за нижчими цінами.
Купівля футлярів неодноразово розглядались як форма азартних ігор, адже вміст футляра невідомий наперед. З огляду на це у вересні 2019 року для Франції було впроваждено «рентген», який дозволяє дізнаватись вміст футлярів перед їх придбанням. Втім, переглянувши вміст, гравець все одно не може переглянути інший футляр, не придбавши попередній.

## Сіквел
У березні 2023 року компанія Valve анонсувала сіквел гри Global Offensive під назвою Counter-Strike 2. Гра використовує ігровий рушій Source 2 і мала вийти влітку 2023 року, але вихід затримався до вересня 2023.
27 вересня 2023 року Counter Strike: Global Offensive було замінено на Counter Strike: 2. Інвентар гравців лишився актуальним з оновленням. Додалася функція повернення коштів за придбані в грі товари